# Colonia Nuevo Amanecer
Colonia Nuevo Amanecer är en ort i Mexiko.   Den ligger i kommunen Santa María Colotepec och delstaten Oaxaca, i den sydöstra delen av landet, 500 km sydost om huvudstaden Mexico City. Colonia Nuevo Amanecer ligger 94 meter över havet och antalet invånare är 121.
Terrängen runt Colonia Nuevo Amanecer är kuperad åt nordost, men åt sydväst är den platt. Havet är nära Colonia Nuevo Amanecer åt sydväst. Runt Colonia Nuevo Amanecer är det ganska glesbefolkat, med 43 invånare per kvadratkilometer. Närmaste större samhälle är Puerto Escondido, 3,1 km väster om Colonia Nuevo Amanecer. Omgivningarna runt Colonia Nuevo Amanecer är en mosaik av jordbruksmark och naturlig växtlighet.